# Davide Frattini
Pour les articles homonymes, voir Frattini.
Davide Frattini est un coureur cycliste italien né le 6 août 1978 à Varèse. Il est spécialiste du cyclo-cross et ses frères Francesco et Cristiano furent également professionnels.

## Biographie
Davide Frattini est né à Varèse en 1978. Il est élevé au milieu d'une famille férue de cyclisme son père était directeur sportif dans un club local. Ainsi, dès son plus jeune âge, il suit ses frères Cristiano et Francesco sur les courses. Au contraire de ses frères, il se montre à l'aise dans les cyclo-cross au point de devenir l'un des meilleurs spécialistes. En 2001, après avoir décroché son diplôme en optique, il remporte le Baby Giro. L'année suivante il passe professionnel dans l'équipe Alessio. En 2004 il n'est pas conservé dans l'équipe après la fusion avec l'équipe Bianchi. Aux États-Unis, Davide s'affirme comme un spécialiste du cyclo-cross. Pour l'année 2010, il signe dans l'équipe Type 1 après avoir convaincu Phil Southerland le manager de l'engager. En 2011, il est coureur pour l'équipe UnitedHealthcare-Maxxis.

## Palmarès sur route

### Par années
- 2000
  - Trofeo Alta Valle del Tevere
  - 2e de Cirié-Pian della Mussa
- 2001
  - 2e étape du Tour de Navarre
  - Baby Giro :
    - Classement général
    - 3e étape

  - 2e du Gran Premio Industria e Commercio Artigianato Carnaghese
  - 3e de la Freccia dei Vini
- 2004
  - Tour de Bisbee
  - 3e du Tour of the Gila

### Résultats sur les grands tours

#### Tour d'Espagne
1 participation 
- 2003 : abandon

### Classements mondiaux
| Année            | 2005 | 2006 | 2007 | 2008 | 2009 | 2010 |
| ---------------- | ---- | ---- | ---- | ---- | ---- | ---- |
| UCI America Tour | 287e | 226e |      |      | 193e | 365e |
| UCI Asia Tour    |      |      |      |      |      | 301e |

## Palmarès en cyclo-cross
- 2006-2007
  - Chainbiter 8.0 by Benidorm Bikes, Farmington
- 2007-2008
  - Highland Park Cyclo-cross, New Jersey
  - USGP of Cyclocross - Mercer Park, New Jersey
- 2009-2010
  - Nittany Lion Cross, Fogelsville
  - Charm City Cross, Baltimore
  - North Carolina Grand Prix - Race 2 Hendersonville
- 2010-2011
  - Charm City Cross 1, Baltimore
  - Charm City Cross 2, Baltimore
  - Toronto International Cyclo-cross 1, Toronto
  - Toronto International Cyclo-cross 2, Toronto